# Toby Love (álbum)
Toby Love es el álbum debut del cantante estadounidense Toby Love. Fue publicado el 5 de septiembre de 2006 por Sony BMG Norte.

## Lista de canciones
1. Introduction - Who Put This Together
2. Tengo Un Amor
3. Playa Fa Sho
4. Don't Cry
5. Morir Amando
6. Interlude- No Snitchin'
7. We Got It - con Voltio
8. Yo Quiero Saber - con Judy Santos
9. Celda Fría
10. Stripper Pole - featuring KP Da Moneymaker
11. Mi Decisión - con Solo 5
12. Amores Como El Tuyo
13. Gotta Let You Go - con Max Agende P.I.C.
14. Momma's Song
15. Tengo Un Amor (Remix) - con RKM & Ken-Y

## Listas de éxitos
| Lista (2006)                                            | Posición |
| ------------------------------------------------------- | -------- |
| EE. UU. Latin Albums (Billboard)                        | 27       |
| EE. UU. Latin Rhythm Albums (Billboard)                 | 11       |
| EE. UU. Heatseeker Albums (Billboard)                   | 42       |
| EE. UU. Heatseeker Albums (Middle Atlantic) (Billboard) | 3        |

## Sencillos
| Año  | Título                | Listas            | Listas                | Listas                      |
| Año  | Título                | Billboard Hot 100 | U.S. Hot Latin Tracks | U.S. Latin Tropical Airplay |
| ---- | --------------------- | ----------------- | --------------------- | --------------------------- |
| 2006 | "Don't Cry"           | -                 | #1                    | #2                          |
| 2006 | "Tengo Un Amor"       | #100              | #1                    | #1                          |
| 2007 | "Amores Como El Tuyo" | -                 | -10                   | -10                         |